# Безешть
Безешть, Безешті (рум. Băzești) — село у повіті Алба в Румунії. Входить до складу комуни Соходол.
Село розташоване на відстані 318 км на північний захід від Бухареста, 51 км на північний захід від Алба-Юлії, 67 км на південний захід від Клуж-Напоки.

## Населення
За даними перепису населення 2002 року у селі проживали 43 особи, усі — румуни. Усі жителі села рідною мовою назвали румунську.